# Спијен
Спијен (хол. Spiennes) је село у валонској општини Монс, у Белгији, које је најпознатије по свом руднику кварца из времена неолита, пре око 6.000 година, а који се користио преко 1.800 година без престанка. Рудник се протеже као хиљаду отвора на преко 100 хектара кречњачке долине у близини Монса и представља прелаз технологије рударства из отвореног рудника у дубински коп (дубок од 8 до 11 метара). 2000. године је уврштен на УНЕСКО-в списак Светске баштине у Европи као ”највећи и најстарији комплекс рудника у Европи“, који приказује развој људске технологије.
Људи су тражили комаде камена (до 2 метра дужине) копајући пијуцима од јеленских рогова. Комади су потом клесани одбијањем рубова како би се добили облици секира, и на крају полирани до крајњег облика. Често се трговало необрађеним каменом, а он се полирао на крајњој дестинацији. Полирањем се кварца секира како би се ојачала и тиме дуже трајала. Секире су најчешће коришћене за крчење шума током неолита, али и за обликовање грађе за дрвене колибе и кануе.

## Галерија
- Панорама села
- Пресек једног рудника
- Неолитски рудник
- Комад камена дуг 31 см²
- Пијук јеленског рога